# Formación Argana
La Formación Argana, también conocida como Grupo Argana, es una unidad geológica del Pérmico al Triásico ubicada en el Alto Atlas occidental de Marruecos, cerca de Agadir. Se divide en tres formaciones: la Formación Ikakern (Pérmico Tardío), la Formación Timezgadiouine (Triásico Inferior al Carniano) y la Formación Bigoudine (Triásico Tardío). 